# زوپسی
زوپسی (سیریلیک صربی: Зупци) یک منطقه مسکونی در مونته‌نگرو است که در شهرداری بار واقع شده‌است. زوپسی ۱۳۶ نفر جمعیت دارد.